# NGC 3593
NGC 3593 es una galaxia espiral localicada en la Constelación de Leo. Con frecuencia, pero no siempre, se le considera un miembro del grupo de galáxias del Triplete de Leo.